# Rosmalen Zuid
Rosmalen Zuid is een stadsdeel van 1042 ha met 9.635 inwoners in de gemeente 's-Hertogenbosch in de plaats Rosmalen, in de Nederlandse provincie Noord-Brabant. Naast Rosmalen Zuid, bestaat Rosmalen ook nog uit de stadsdelen Rosmalen Noord en De Groote Wielen. Dit stadsdeel ligt ten zuiden van de Spoorlijn Tilburg - Nijmegen, ook wel bekend onder de naam Brabantse Lijn.
Rosmalen Zuid is ontstaan uit gehuchten, zoals Maliskamp, Molenhoek, Sprokkelbosch, Varkenshoek en Zandbergen. Sommige gehuchten zijn als naam van een woonwijk of straat terug te vinden in Rosmalen.
Het stadsdeel bestaat uit de volgende wijken: Maliskamp, Molenhoek en Sparrenburg. Verder maken ook Het Vinkel, de Binckhorst en A2-zone Rosmalen Zuid deel uit van het stadsdeel Rosmalen Zuid. Dit zijn echter buitengebieden.

## Wijken
Rosmalen Zuid bestaat uit de volgende wijken:
1. Maliskamp West
2. Maliskamp Oost
3. Het Vinkel
4. Binckhorst
5. Sparrenburg
6. Molenhoek
7. A2 zone Rosmalen-Zuid